# Kenny Begins
Kenny Begins ist eine schwedische Science-Fiction-Action-Komödie aus dem Jahr 2009.

## Handlung
Kenny Starfighter vom Planeten Mylta strebt seinen Abschluss an der Flottenakademie an und will ein „Galaktischer Held“ werden. Unglücklicherweise ist er ein desinteressierter Idiot, Tollpatsch und Träumer. Aber das hindert ihn nicht daran weiter an seinem Traum festzuhalten. Und so schafft er es zur Abschlussprüfung, bei der er entweder 20 Tickets für Geschwindigkeitsübertretung ausstellen, einen Kriminellen fangen oder gleich das ganze Universum retten muss, um zu bestehen. Und so verfolgt er die Leute von Rutger Oversmart, der den Machtkristall von Imperator Zing sucht, um das Universum zu beherrschen, zur Erde, um ihnen einen Strafzettel zu verpassen. Dabei macht er direkt eine Bruchlandung in Pontus Haus.
Pontus selbst ist ebenfalls ein sozialer Außenseiter, der immer wieder Opfer von Schulschlägern und anderen gemeinen Menschen ist. Als er sich mal wieder flüchtend vor den Schulrowdys in einer Höhle versteckte, entdeckte er dort Zings Machtkristall. Als er ihn berührte, wurde ihm die Macht des Kristalls übertragen, die er auch sofort an den Schulrowdys austestet. Diese Gewalttätigkeit gefällt allerdings seinem heimlichen Schwarm Miranda nicht, weswegen er sich erstmal um Kennys Situation kümmert. Derweil hat Oversmart erfahren, wer die Kraft des Kristalls besitzt und schickt seine Auftragskiller Earth, Wind & Fire zu Pontus Schule, um ihn einzufangen. Doch Pontus kann mit Kenny und Miranda von dort fliehen und eilen zu einer Tierfuttermittelfabrik, wo sie Kennys Kommunikationsstation vermuten.
Dorthin folgen ihnen Earth, Wind & Fire und bedrohen sie, aber Pontus schafft es mit seinen Superkräften alle auszuschalten, sodass Kenny eine Nachricht an die Galaktischen Helden schicken kann. Aber inzwischen hat Oversmart Kontakt zu Pontus aufgenommen und lockt ihn in das Kraftwerk der Firma Magmatech, wo er ihm seine Kräfte aussaugen will. Dies bemerken Miranda und Kenny, die sich sofort zur Rettungsmission aufmachen und rechtzeitig eintreffen, bevor Pontus stirbt. Und während Kenny sich die Kräfte des Kristalls selbst besorgt, ermöglicht er Miranda und Pontus die Flucht, die von den Galaktischen Helden eingeleitet wird.
Allerdings hat Kenny immer noch die Kräfte von Zings Kristall, die er verlieren muss, weswegen auch sie ihm abgesaugt werden. Und da er wegen seiner Heldentaten eine enorme Punktzahl erreicht hat, hat er nicht nur das Examen bestanden, sondern auch die Beförderung zum Captain der Galaktischen Helden erhalten.

## Kritik
In der Boulevardzeitung Aftonbladet meinte Jan-Olov Andersson, dass es schwer sei den „mit viel Liebe gemachten […] individuell komisch wahnsinnigen“ Film nicht zu mögen. Dabei handele es sich um einen Kinderfilm mit vielen Anspielungen, bei dem Johan Rheborg „brillant den eitlen und dummen“ Kenny Starfighter spiele.
Obwohl der Film „unterhaltsam beginne“ und man den Regisseuren für „ihre lustigen Einfälle und mechanischen Effekte“ schätzen muss, meinte Jenny Rickardson in der Boulevardzeitung Expressen, hätte man aus diesem „holprigen […] klischeehaften Teenie-Film" etwas besseres machen können.“
Michael Tapper gab in der Morgenzeitung Sydsvenskan drei von fünf Sternen und meinte, der Film sei „mehr ein Kind von Captain Zoom und Per Anhalter durch die Galaxis als von Star Wars“. Zwar beinhalte der Film alle „unordentlichen Highlights [der] bizarren und weit hergeholten“ Unterhaltung, aber er hätte sich mehr davon gewünscht.
In der Tageszeitung Svenska Dagbladet meinte Malena Janson, dass der „beeindruckende“ Film all jene sehr gut unterhalten könne, die sich bei amerikanischen Komödien unterhalten fühlen. Außerdem verglich sie ihn mit dem traditionellen schwedischen Kinderfilm und meinte, dass „Kenny Starfighter kein Kinderfilm ist, sondern ein Kinderfilm für erwachsene Jungs“ sei.

## Anspielungen
- Die Szene, in der Pontus morgens mit den neuen Kräften aufwacht, ist nahezu identisch der gleichen Szene aus Spider-Man nachempfunden.
- Einzelne Begriffe, Phrasen und Namen erinnern an die Musikgeschichte, darunter Wooly Bully und Earth, Wind and Fire

## Veröffentlichung
Kenny Begins Startete am 25. März 2009 im schwedischen Kino und wurde bisher in keinem weiteren Land außerhalb Schwedens veröffentlicht.